# Niż genueński

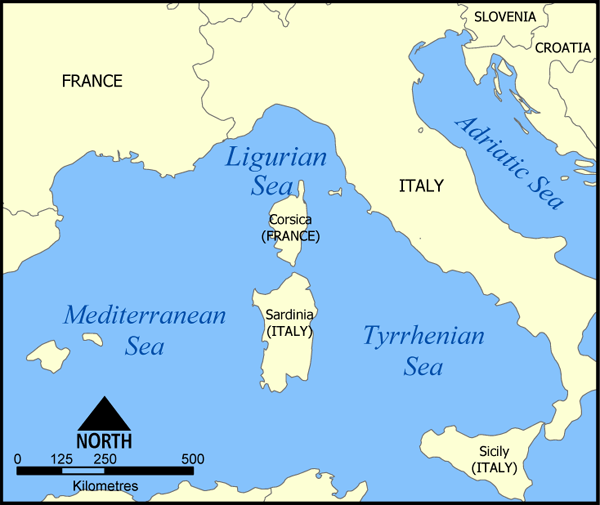
Morze Liguryjskie

Niż genueński (znany także jako cyklogeneza genueńska, depresja liguryjska) – cyklon, formujący lub intensyfikujący się z istniejącego już cyklonu na południe od Alp nad Zatoką Genueńską, Morzem Liguryjskim, Doliną Padu oraz północnym Adriatykiem. Znad Zatoki Genueńskiej jeden ze szlaków niżów genueńskich wiedzie do Europy Centralnej (szlak Vb w klasyfikacji van Bebbera) i może być związany z ekstremalnymi opadami i powodziami w tym rejonie. Przemieszczający się niż genueński może też wpływać na powodzie (Acqua Alta) w Wenecji poprzez spiętrzanie się wody wymuszane przez wiatry wiejące z południa wzdłuż Adriatyku.

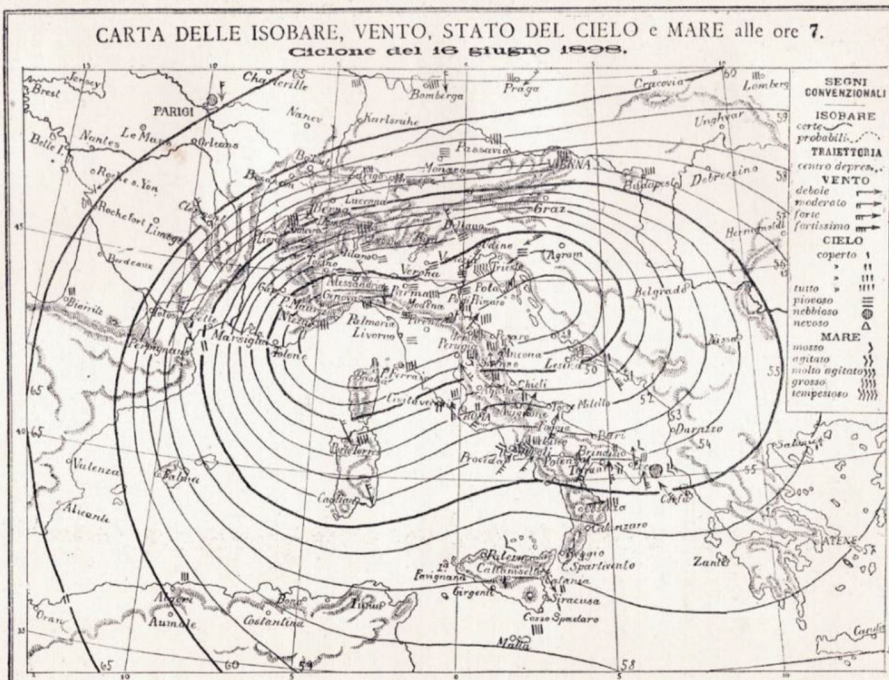
Jedna z najstarszych map synoptycznych pogody z 17 czerwca 1898 roku (izobary co 1mmHg) przedstawiająca dobrze rozwinięty cyklon po zawietrznej stronie Alp z dość typowym podwójnym minimum – jednym nad Zatoką Genueńską, drugim nad północnym Adriatykiem (w.g. Luigi De Marchi).

## Cyklogeneza

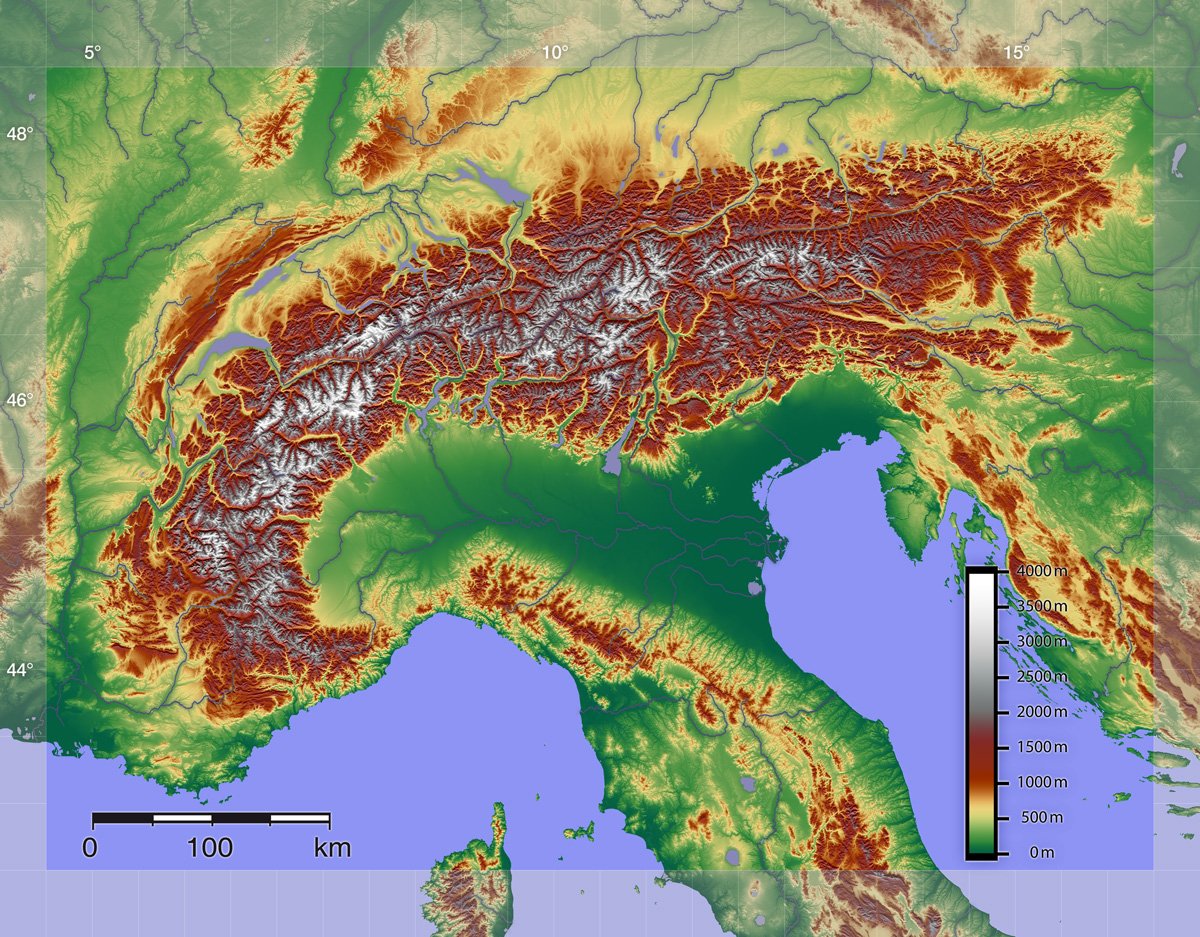
Mapa reliefowa regionu alpejskiego Europy

Północno-zachodnie Morze Śródziemne, a w szczególności Zatoka Genueńska, to nie tylko obszary przejściowe dla cyklonów, ale również miejsca częstej cyklogenezy. Niże przemieszczają się lub formują w wyniku napływu powietrza z Atlantyku Północnego do Morza Śródziemnego między Alpami a Masywem Centralnym poprzez Dolinę Rodanu lub przesmyk Carcassonne między Pirenejami a Masywem Centralnym. To zimne powietrze wchodzi do basenu Morza Śródziemnego i jest wymuszane przez wysokie góry północno-zachodniej Korsyki, które kierują masę powietrza na północny wschód, wywołując chłodne i wilgotne wiatry Libeccio ("z kierunku Libii") w kierunku Morza Liguryjskiego, które następnie uderzają w zachodnie Apeniny, położone w bezpośrednim sąsiedztwie morza.
Czynniki mające szczególne znaczenie w rozwoju depresji na południe od Alp to:
- Kontrast termiczny między lądem a morzem i związane z nim oddzialywanie powietrza z wodą (parowanie, wychładzanie i mieszanie górnej warstwy morza)[9]
- Oddziaływanie z polarnym prądem strumieniowym lub subtropikalnym prądem strumieniowym.
- Efekt przepływu wiatru wiejącego z północy na Alpy, wymuszającego cyklogenezę wzdłuż południowych stoków (cyklogeneza po zawietrznej stronie gór)[3].
- Występowanie mistralu[10][11]

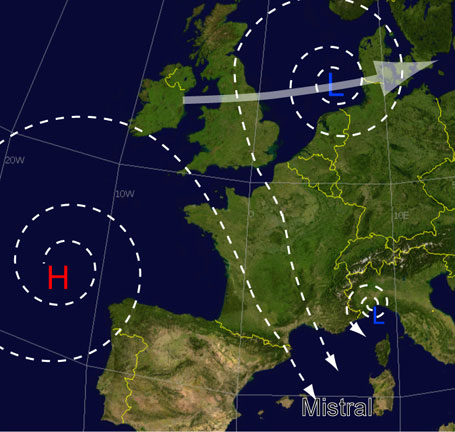
Mistral tworzy się zazwyczaj przy przejściu niżu w północnej Europie oraz związany jest z występującym w tym samym czasie wyżem u wybrzeży Hiszpanii. Mistral zależy też od rozwoju niżu w Zatoce Liońskiej lub w okolicach Genui. Z silnymi niżami genueńskim związane jest występowanie wiatrów mistralowych.

Złożone oddziaływanie powietrza przepływającego nad górami znajdującymi się w Ligurii (Alpy i Apeniny Liguryjskie) oraz kontrast między zimną (kontynentalną) masą powietrza spływającego z gór a cieplejszymi wodami Morza Liguryjskiego przyczynia się do parowania wody (oddziaływanie powietrze-woda i związana z nim wymiana ciepła) i formowania obszaru niskiego ciśnienia nad Morzem Liguryjskim, tuż obok miasta Genua. Tworzenie się niżu genueńskiego może występować o każdej porze roku, choć latem zwykle przesuwa się dalej na południe. Wiatry mistralowe (w Zatoce Liońskiej) są często prekursorami silnych  niży genueńskich,  a prędkość tych wiatrów jest silnie (anty) skorelowana z minimalnym ciśnieniem w niżu na powierzchni ziemi; wiatry mistralowe mogą wywierać organizujący wpływ na niż genueński poprzez mechanizm tworzenia wirowości. Cyklogeneza (formacja niżu) powstaje bardziej na wschód w zależności od ilości zimnego powietrza wchodzącego do Doliny Padu i zazwyczaj przesuwa się do Zatoki Weneckiej, gdy adwekcja powietrza do Doliny Padu jest mała.

Większość niżów genueńskich pozostaje stacjonarna lub pozostawia klin niskiego ciśnienia na południe od Alp. Część niżów migruje jednak w inne rejony.

### Szlaki cyklonów van Bebbera

Mapa szlaków cyklonów w Europie. Kolorami zaznaczone są trajektorie przemieszczania się niży genueńskich znad Morza Liguryjskiego.

Wilhelm Jakob van Bebber zidentyfikował trzy główne szlaki, którymi podążają niże genueńskie, klasyfikując szlaki ośrodków niskiego ciśnienia w Europie („Zyklonenbahnen” po niemiecku) w 1891 roku. Do dzisiaj szlak V z tej grupy pozostaje w powszechnym użyciu, w przeciwieństwie do większości innych szlaków van Bebbera. Szlak Vb (Piąty b) wiąże się z powodziami w Europie Środkowej i Wschodniej. 

#### Szlak Vb
Silny przepływ z kierunku południowo-zachodniego w górnych warstwach atmosfery prowadzi niże na północny wschód („Zugstrasse Vb” van Bebbera) w kierunku Basenu Wiedeńskiego. Warstwy powietrza znad Morza Śródziemnego unoszą się nad chłodniejszym i gęstszym powietrzem z północnego zachodu i są wznoszone orograficznie przez Masyw Czeski, Rudawy, Sudety, Beskidy i Tatry. Ciepłe i wilgotne masy powietrza powodują długotrwałe i obfite opady podczas wolnego przepływu południkowego nad górnymi zlewniami zarówno południowego, jak i północnego Wododziału Europejskiego. Powodzie następnie postępują w dół głównymi rzekami Europy Środkowej. Szlak „Vb” jest często związany z powodziami w Centralnej Europie. 
W okresie 1959-2015 wystąpiło 257 niżów Vb z obszaru Zatoki Genueńskiej (czyli około 4.5 razy rocznie). Niże Vb powstają też w innych obszarach Morza Śródziemnego.

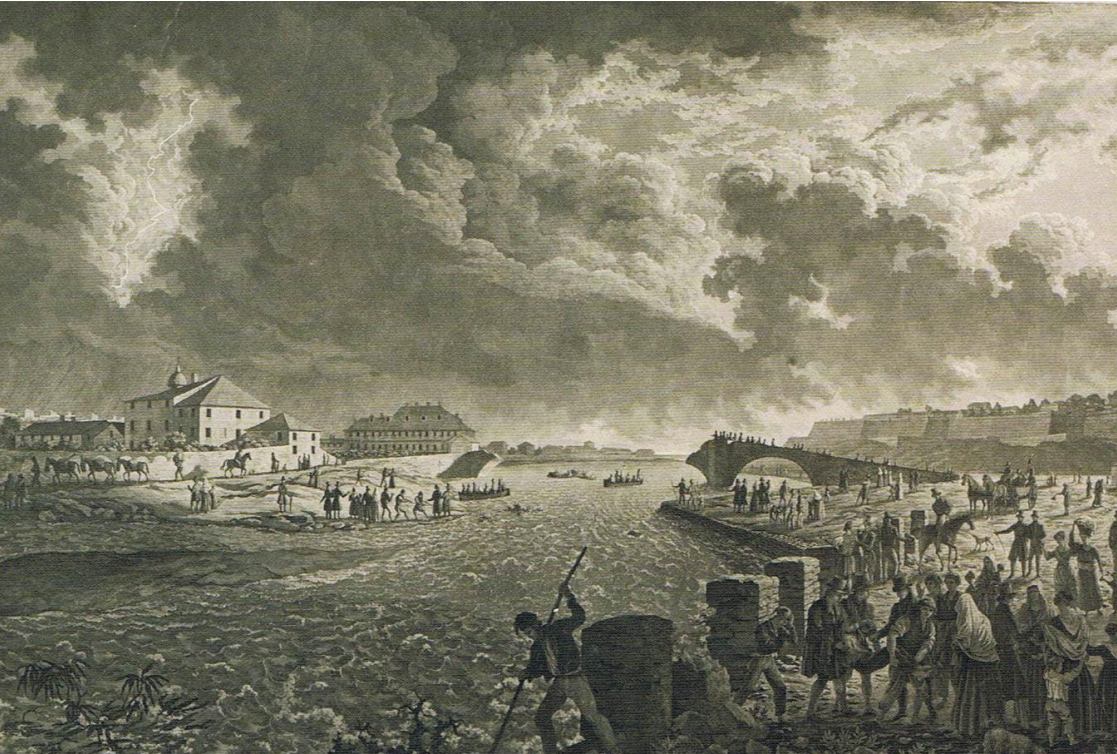
Widok na most Pila nad rzeką Bisagno w pobliżu murów Genui, krótko po jego zniszczeniu przez wielką powódź 26 października 1822 roku.

Przykłady zdarzeń powodziowych związanych z niżami genueńskimi:
- Powódź św. Marii Magdaleny (15 lipca 1342)
- Powódź w Genui 25 października 1822 roku[18]
- Powódź w Europie Środkowej w 1997 wywołana przez niże „Xolska” i „Zoe”.
- Powodzie w Europie w 2002 wywołane przez niże „Hanne” i „Ilse”[19].
- Powodzie w Europie w 2005[20]
- Powodzie w Europie w 2009
- Powodzie w Europie Środkowej w 2010 wywołane przez niż „Yolanda”[21].
- Powodzie w Europie w 2013
- Powodzie w południowo-wschodniej Europie w 2014[22]
- Powódź w Europie Środkowej (2024)

#### Szlak Vc
Szlak Vc prowadzi niże przez Nizinę Panońską w kierunku Karpat i dalej na zachodnią Ukrainę oraz Mołdawię.

#### Szlak Vd
Jeśli nad Bałkanami, Turcją i Morzem Czarnym znajduje się silny antycyklon, zwykła trasa niżu kieruje się na południowy wschód, omijając północne wybrzeże Morza Śródziemnego. Ten szlak opisuje przesuwanie się niżu nad Morze Tyrreńskie. Nawet po opuszczeniu przez pierwotny niż obszaru Morza Tyrreńskiego-centralnego Morza Śródziemnego, jeśli na południe od Alp pozostaje resztkowy klin, jak to często bywa, mogą rozwinąć się nowe centra i czasami przemieszczać się na południowy wschód wzdłuż zachodniego wybrzeża Włoch. Często zdarza się, że niż genueński, który przesunął się na południe, zatrzymuje się i pozostaje stacjonarny, tuż na zachód od „stopy” włoskiego buta, a często towarzyszy temu rozwój nowych centrów niżowych na wschód od Morza Jońskiego. Występują wtedy silne wiatry Bora, gdy depresja przemieszcza się nad Morze Jońskie.

### Wpływ zjawisk wielkoskalowych
Cyklony Vb nie występują losowo, lecz czasami mają tendencję do występowania w grupach, co oznacza, że pojawiają się kolejno w krótkich odstępach czasu. Takie grupowanie ma istotne znaczenie ze względu na ryzyko powodzi. Kiedy cyklony Vb występują w grupach, poziom wilgoci w glebie, zwiększony przez pierwszy niż, nie zdąża się zmniejszyć przed nadejściem kolejnego, co skutkuje wyższym ryzykiem powodzi.  Grupowanie niżów Vb często następuje podczas ujemnych faz 
Oscylacji Północnoatlantyckiej (NAO), kiedy prąd strumieniowy jest bardziej "pofalowany" lub Oscylacji Arktycznej (AO). W ujemnej fazie NAO prąd strumieniowy przesuwa się bardziej na południe, kierując trasę burz bliżej regionu Morza Śródziemnego. Dzięki temu prąd strumieniowy przechodzi nad cieplejszymi wodami Morza Śródziemnego, co sprzyja cyklogenezie, gdy ciepłe, wilgotne powietrze znad morza miesza się z zimnym powietrzem z wyższych warstw atmosfery. Ta konfiguracja szczególnie sprzyja powstawaniu intensywnych niżów, takich jak cyklony Vb, które następnie kierują się na północny wschód do Europy Środkowej.
Zatoka Genueńska jest preferowanym regionem formowania się cyklonów Vb. Cyklony powstające w tym obszarze, oznaczane jako „Vb-GoG” (Gulf of Genoa, Zatoka Genueńska), stanowią około 46% wszystkich trajektorii Vb. Niże Vb odpowiadają za jedne z najintensywniejszych opadów w Europie Środkowej. Przyczyniają się do 45% ekstremalnych opadów na obszarach takich jak wschodnia Austria i Czechy.

### Sezonowość
Niże Vb grupują się częściej zimą, szczególnie podczas ujemnej fazy NAO, która przesuwa prąd strumieniowy na południe. Takie ułożenie sprzyja tworzeniu się cyklonów Vb i ich wpływowi na Europę Środkową. Cyklony Vb występują rzadziej latem, ale mogą przynosić intensywne opady dzięki ciepłym wodom Morza Śródziemnego, które dostarczają wilgoci do ich rozwoju. Cyklony Vb w okresie letnim mogą być intensywne, chociaż ogólnie ich liczba jest mniejsza w porównaniu do zimy. Na wiosnę i na jesieni aktywność cyklonów Vb jest zmienna i zależy od wielkoskalowych warunków atmosferycznych, takich jak przesunięcia prądu strumieniowego. Jesienią można zaobserwować wzrost liczby niży Vb, gdy temperatura Morza Śródziemnego pozostaje wysoka, co dostarcza wilgoci sprzyjającej ich rozwojowi.

### Wpływ temperatury wody i parowania na Morzu Śródziemnym
W przypadku cyklonów Vb wpływających na Europę Środkową, największa część pary wodnej pochodzi z kontynentalnej Europy, natomiast Morze Śródziemne stanowi mniejszy, ale strategiczny wkład. Para wodna pochodząca z powierzchni kontynentalnej Europy stanowi aż do 80% całkowitego bilansu wilgoci. W przypadku niektórych ekstremalnych wydarzeń udział ten może dochodzić do 90%. Średnio wilgotność pochodząca z Morza Śródziemnego stanowi jedynie około 5–10% całkowitego bilansu wilgoci dla niży Vb. 
Jednak para wodna z Morza Śródziemnego dostarczana na wczesnym etapie rozwoju cyklonu Vb sprzyja początkowej intensyfikacji tego zjawiska atmosferycznego. Proces parowania i kondensacji dostarcza energii poprzez uwalnianie ciepła utajonego (związanego z kondensacją i opadami deszczu), co dodatkowo wzmacnia cyklon. Wzmocniony cyklon ma większy potencjał do transportu pary wodnej z innych regionów, w tym z kontynentu europejskiego, co zwiększa jego zdolność do generowania intensywnych opadów na dalszych etapach trasy. Dlatego duże (dodatnie) anomalie temperatury powierzchni morza w Zatoce Genueńskiej mogą wpływać na opady w Europie Środkowej. Niże Vb o najwyższych opadach są powiązane z anomaliami wysokiego parowania nad Morzem Śródziemnym. Parowanie to jest w dużej mierze efektem (dodatnich) anomalii prędkości wiatru na powierzchni morza.

### Zmiany klimatu
W związku z przewidywanym ociepleniem klimatu jedna z publikacji sugeruje, że częstość występowania cyklonów Vb będzie się zmniejszać. Autorzy pokazują, że w okresie referencyjnym (1979–2013) występowało średnio 3,2 niżów genueńskich przemieszczających się w kierunku Europy Środkowej, natomiast w okresie 2070–2099, według scenariusza wysokiej emisji gazów cieplarnianych (RCP8.5), ich liczba spadnie do 2,1 rocznie. Przesunięcie toru cyklonów na północ sprawi, że przyszłe zdarzenia Vb będą miały większy wpływ na wschodnie wybrzeża Morza Śródziemnego, podczas gdy ich oddziaływanie na region Alp ulegnie pewnemu złagodzeniu. 